# 宮澤庸子
宮澤 庸子（みやざわ ようこ、1920年〈大正9年〉2月18日 - 2014年〈平成26年〉5月4日）は、日本の78代内閣総理大臣である宮澤喜一の妻。

## 経歴
早稲田大学名誉教授で英語学者の伊地知純正の二女として生まれる。宮澤夫妻の出会いは、1939年（昭和14年）の夏に宮澤喜一が東京帝国大学、庸子が東京女子大学に入学して間もなくの「日米学生会議」がきっかけだった。
1941年（昭和16年）東京女子大学英語専攻部卒業。その後、1943年（昭和18年）11月30日に結婚。
1991年（平成3年）11月5日から1993年（平成5年）8月9日までは夫の喜一が内閣総理大臣に在任し、その間、ファーストレディとして活動した。
2014年 (平成26年）5月4日 死去。94歳没。